# Euonymus barberi
Euonymus barberi är en benvedsväxtart som beskrevs av Murugan och Manickam. Euonymus barberi ingår i släktet Euonymus och familjen Celastraceae. Inga underarter finns listade.